# Latas
Latas est un village de la province de Huesca, situé à environ 2 kilomètres à l'est de la ville de Sabiñánigo, à 900 mètres d'altitude. C'est le village d'origine de la famille de Latas. L'église du village, dédiée à saint Martin de Tours et de style roman, a été construite au XIIe siècle.